# 下山翔平
下山 翔平（したやま しょうへい、1991年7月19日 - ）は、日本の元ラグビー選手。現在ジャパンラグビーリーグワン宗像サニックスブルースのサブマネージャーを務めている。

## プロフィール
- 長崎県出身。
- ポジションはフランカー(FL)。
- 身長 183 cm、体重 94 kg
- ニックネームはショウヘイ。
- U20日本代表に選ばれたことがある[1]。
- 九州高校代表に選ばれたことがある[2]。

## 略歴
2010年、長崎北高校卒業後、鹿児島大学に入学する。なお長崎北高校時代、高校日本代表候補に選ばれたことがある。
2013年、鹿児島大学ラグビー部の主将に就任した。
2014年、鹿児島大学卒業後、宗像サニックスブルースに加入。
2015年9月6日に行われたトップキュウシュウA第1節の新日鉄住金八幡戦に途中出場で公式戦初出場を果たす。
2020年、現役を引退した。